# Permis de travail C (Belgique)
Le permis de travail C est un document administratif belge valable pour toutes les professions salariées et a une durée limitée. Il est accordé à certaines catégories de ressortissants étrangers qui ne disposent en Belgique que d'un droit de séjour limité ou précaire (par exemple : étudiants, candidats-réfugiés...).

## Démarche et traitement administratif de la demande
La demande doit être faite à l'initiative du ressortissant étranger à l'aide de formulaires disponibles à l'organisme territorialement compétent.
- le FOREM en Région wallonne
- l'ORBEM à la Région de Bruxelles-Capitale, service demande de permis de travail
- le VDAB en Région flamande, Le permis de travail au VDAB

La demande doit être accompagnée d'une feuille de renseignements signée par le bourgmestre de la commune où le demandeur réside.
Le permis de travail C est délivré au demandeur via l'intermédiaire de l'administration communale de sa résidence.

## Base légale
- Loi du 30 avril relative à l'occupation des travailleurs étrangers (Moniteur belge du 21 mai 1999);
- Arrêté royal du 9 juin 1999 portant exécution de la loi du 30 avril 1999 relative à l'occupation des travailleurs étrangers (Moniteur belge du 26 juin 1999).